# Wałentyn Symonenko
Wałentyn Kostiantynowycz Symonenko, ukr. Валентин Костянтинович Симоненко (ur. 4 lipca 1940 w Odessie) – ukraiński polityk i inżynier, działacz partyjny, p.o. premiera w październiku 1992.

## Życiorys
W 1962 ukończył studia w instytucie inżynieryjno-budowlanym w Odessie. Skierowano go do pracy na budowie kijowskiej hydroelektrowni, gdzie pracował jako brygadzista. W 1963 pracował jako konstruktor Odeskiej Wytwórni Filmowej, później do 1965 jako konstruktor w instytucie projektowym „Ukrdiprohidroliz” w Odessie. W latach 1965–1970 był zatrudniony w przedsiębiorstwie budowlanym. Od grudnia 1970 do kwietnia 1973 zajmował stanowisko dyrektora zakładu budowlanego w kombinacie „Odeszalizobeton”.
W latach 1973–1976 był przewodniczącym wydziału budownictwa miejskiego komitetu KPZR w Odessie. Do 1980 pełnił funkcję I sekretarza rejonowego komitetu KPZR, a od września 1980 do września 1983 II sekretarzem komitetu miejskiego KPZR w Odessie.
Od marca 1983 do marca 1992 był przewodniczącym komitetu wykonawczego miejskiej rady delegatów ludowych. Od marca do lipca 1992 reprezentował prezydenta Ukrainy w obwodzie odeskim. Od 11 lipca 1992 był I wicepremierem rządu Ukrainy. W dniach 2–12 października 1992 pełnił obowiązki premiera rządu. 7 listopada 1992 zwolniono go z posady I wicepremiera.
W latach 1990–1992 i 1994–1998 sprawował mandat deputowanego do Rady Najwyższej. Był też doradcą prezydenta Ukrainy. Pod koniec lat 90. wycofał się z polityki i zajął pracą naukową, uzyskując w 2000 profesurę.